# Народна библиотека „Илија М. Петровић” Пожаревац
Народна библиотека „Илија М. Петровић” Пожаревац је самостална установа културе основана 1847. године, која за свој рад одговара оснивачу СО Града Пожаревца, Матичној библиотеци – Народној библиотеци Србије и Министарству културе и информисања Републике Србије. Народна библиотека „Илија М. Петровић“ Пожаревац је матична библиотека за Браничевски округ.

## Историја

### Читалиште пожаревачко (1847 – 1869)
Подстакнути отварањем првог читалишта у Београду 1846. године, Пожаревљани су настојали исте године да отворе Читалиште у Пожаревцу. Начелство Округа пожаревачког је 30. априла 1846. је известило Попечитељство преосвештенија, на чијем челу се тада налазио Јован Стерија Поповић, како су службеници пожаревачке општине основали друштво ради отварања Читалишта у Пожаревцу. Саставили су и потребна Правила и доставили Министарству просвете на одобрење. Након што је Министарство просвете Правила прегледало и ставило извесне примедбе, 11. маја 1846. године, доставило их је Министарству унутрашњих послова, са препоруком да се рад друштва одобри, тј. читалиште отвори. Иако су Пожаревљани добили сагласност за отварање Читалишта већ почетком маја 1846. године, ипак се то није догодило те године. По свој прилици у току те године формирано је само Друштво и извршене све припреме за отварање Читалишта. Читалиште у Пожаревцу је званично основано на Савиндан 14. (27.) јануара 1847. године.
О самом почетку рада Читалишта писале су поред „Српских новина” и „Новине Читалишта београдског”. У Читалишту су се углавном читале новине (све српске и неке немачке) и, водиле су се расправе око организовања помоћи гладнима или пострадалима од пожара. Када су питању први чланови Читалишта, претпоставља се да је већина њих била на списку пренумераната за књигу „Света Гора” Димитрија Аврамовића. Међу њима је најистакнутији Мојсеј Живојновић, писар Начелства округа пожаревачког, један од оснивача Читалишта, родом из Панчева, који се бавио позоришном уметношћу и књижевношћу. Ту се налазе и следеће значајне личности тог времена: Јосиф Стефановић, прота пожаревачки, који је и чинодејствовао при отварању Читалишта 1847. године, Коста Јанковић, помоћник Начелства, Обретко Томић, казначеј округа пожаревачког, Димитрије Стефановић, Стојан Савић и Коста С. Протић, практиканти Округа пожаревачког, Мијаило Николић, трговац, Сава Стокоћ, председник Општине, Мита Костић, члан примирителног суда и Јован Ђорђевић, практикант примирителног суда. На списку пренумераната је и Живан Ковачевић, управитељ „Послено – трговачке школе”.
Да би дошло до средстава за куповину новина, часописа и књига Читалиште је део прихода остваривало организовањем балова, забава уочи Нове године. О раду Читалишта расправљало се на годишњим скуповима. Први годишњи скуп одржан је 30. децембра 1847. године. Окружни начелник Добросав Здравковић је сам помогао Читалиште, што је подстакло и друге чланове да слично учине. После Божића, прота Јосиф Стефановић је одржао предавање о значају Читалишта. У то време се побољшава материјални положај Читалишта, које је поклонило чак 6 књига Читалишту у Београду. Почетком 1850. године, услед неуредног плаћања чланарине, потпуно престаје са радом о чему сведоче „Новине србске” из тог периода.
Нови писани трагови о обнављању Читалишта везују се за 60-е године XIX века на основу неколико тужби против чланова који не плаћају члански улог, из 1862. и 1863. И поред тешкоћа са новцем Читалиште је налазило средства да се претплаћује на књиге. Тако је Читалиште било претплаћено на књигу „Освета и судбина или Драгомир жупан требински” од Евстатија Михајловића 1865. године. С обзиром на то да је имало бесплатне просторије у општинској судници Читалиште је још мало животарило до 1868. год. када је потпуно престало са радом.

### Читаоница и књижница (1870 – 1918)
После наредбе Министарства просвете 1868. године, да се отварају читаонице по варошима и селима Србије, и у Пожаревцу је бивше Читалиште обновило свој рад под именом Читаоница, на Савиндан, 14. јануара 1869. године. За председника Читаонице изабран је Александар Николајевић, трговац, за благајника Стојан Павловић, дуванџија (деда Милене Павловић-Барили), а за деловођу Михајло Коцић, председник пожаревачке општине, који о том догађају пише Ђури Јакшићу.
За даљи рад Читаонице везан је и рад Певачког друштва, које је основано 1870. године. Пожаревачко певачко друштво настало је из приватне Певачке школе, коју је отворио Ромуалд Луке, учитељ певања у Пожаревачкој гимназији. Читаоница и Певачко друштво наставили су организовање културних програма и забава уочи Нове године, ради остварења прихода за књиге и намештај. С обзиром да је Певачко друштво организовало сличне програме као и Читаоница и финансијски је боље стајало, управа Читаонице је настојала да се уједини са Певачким друштвом 1871. године. До уједињења ипак није дошло у то време јер се томе противио хоровођа Ромуалд Луке, плашећи се да ће му хор бити умањен.
Читаоница је држала у 1874. години 20 наслова разних новина и 280 књига. Имала је једну мапу Европе и 17 разних слика. Те године Срећко Алексић је отворио прву штампарију у Пожаревцу.
За време Српско-турских ратова 1876–1878. рад Читаонице је прекинут, а након тога се спаја са Певачким друштвом 1879. године. Певачко-читаоничко друштво наставља да организује забаве и тако 1880. године набавља нов намештај. Друштво је, такође, организовало и разне хуманитарне акције. Од спајања са Певачким друштвом па до 1882. године, Читаоница се налазила у Матиној кафани. Ова кафана налазила се на углу данашњих улица Стари корзо и др Воје Дулића, на месту где је касније сазидан хотел „Српска круна”. Од 1885. године Читаоница се поново налази у општинској згради у којој се данас налази Виша техничка школа, коју је пројектовао Никола Пашић.
Једно кратко време Читаоница се налазила у дућану, где је касније сазидан биоскоп „Морава” 1901. године а касније се преселила у дућан где је после дуго била штампарија Ђорђа Наумовића. После оснивања нових културно-уметничких друштава добила је конкуренцију и запала у тешку материјалну ситуацију те је 1911. године престала на кратко са радом. Крајем те године лист „Грађанин” 22. децембра објављује да је Читаоница са књижницом обновљена „са мало више гаранције” под називом Грађанска касина. Она се налазила у кући Жике Илића, адвоката, прекопута „Ксенофона”. Читаоница је тада имала 120 чланова, а за чланове нове управе изабрани су Милан Стојадиновић, адвокат, Никола Стојановић, књижар и др.
Поред основне делатности Читаоница је настојала да се повеже и са другим удружењима у граду као што су Трговачка омладина, Женско друштво, Коло српских сестара у Пожаревцу. Грађанска касина је 1912. године са другим друштвима била организатор излета до Љубичева и Малог Црнића.
Балкански ратови 1912-1913. године доводе до прекида рада како Читаонице тако и свих осталих друштава.
Први светски рат је Читаоницу затекао у згради кафане „Војник”. Њен последњи књижничар био је професор Божидар Ђорђевић, а последњи благајник Никола Стојановић, књижар. У јесен 1915. године Немци су окупирали пожаревачки крај а затим га 1916. године препустили Бугарима. Из Читаонице су Бугари однели све вредније књиге за Софију а остатак уништили, тако да је ослобођење Читаоница дочекала потпуно испражњена. Пре доласка Бугара Читаоница је имала око 2000 књига, сва годишта Летописа Матице српске 1825-1914, Гласнике Српског ученог друштва, Глас и Споменик САН, као и све књиге које је издало Друштво Св. Саве.

### Грађанска читаоница и књижница (1919-1945)
По завршетку Првог светског рата обновљен је и рад Читаонице која у периоду од 1919. до 1930. године носи назив Грађанска читаоница и касина. Рад Читаонице сводио се на организовање културно-забавног живота у виду разних предавања, посела, излета. Сав приход је ишао за куповину новина, часописа и књига, без којих је, у току рата, Читаоница остала. Због тешке финансијске ситуације Читаоница се селила из кафане у кафану. Одмах по оснивању Читаоница је била смештена у кафани „Браничево” до 1. јула 1919. године. Након тога, сели се у у хотел „Српска круна” код хотелијера Ксенофона Мандића, где је бесплатно користила простор до 1921. године. После краћег боравка у кафани Пере Филиповића, Читаоница је поново у хотелу „Српска круна”, чији је закупац био Људевит Рац. У овом хотелу Читаоница је коначно добила посебне просторије 1924. године и решила питање смештаја на дужи период. Последњи пут, пре Другог светског рата, Читаоница се преселила у локал, чији је власник био Димитрије Мита Савић, деда народног хероја Божидара Димитријевића Козице. У том локалу остаје у периоду од 1926. до 1945. године. Данас се на том месту налази кафана „Карпати”.
Након смештаја и набавке основног намештаја први задатак управе био је рад на формирању библиотеке. На основу поклона грађана формирана је скромна библиотека са око 400 књига. На пословима прикупљања књига преко позива у локалном листу „Грађанин” нарочито се ангажовао Радивоје Пејић, књижничар и један од оснивача Народног универзитета 1926. године при Грађанској читаоници и касини. С обзиром да је финансијска помоћ државне управе била недовољна, организоване су акције прикупљања добровољних прилога у књигама и новцу. Поклоном и делимично куповином, у периоду од 1926. године до 30. априла 1939. године прикупљене су 2.462 књиге. Већина приватних библиотека поклоњена је Читаоници.
У овом периоду почиње и библиотечка обрада књига. инвентарисање и израда каталога по струкама. Читаоница је била претплаћена на велики број листова и часописа јер су и сами чланови претплаћивали Читаоницу на листове и часописе. Међу бројним насловима периодике коју је Читаоница примала у периоду од 1919. до 1941. године налазе се: Аграрна мисао, Балкан, Братство, Глас професорског друштва, Жена и свет, Застава, Илустровани лист, Јадранска стража, Јужни преглед, Мали журнал, Наш лист, Отаџбина, Политика, Српски књижевни гласни, Српско Косово, Тежак, Учитељ и др.
Године 1926, у оквиру Читаонице, основан је Народни универзитет. Читаоница постаје културни центар где се одржавају предавања из књижевности, историје, медицине, ветерине и других области. Предавачи су били професори пожаревачких средњих школа, лекари као и професори Београдског универзитета: проф. Јован Ђорђевић, проф. Владимир Ћоровић, проф. др Никола Вулић и многи други.
За време Другог светског рата 1941-1945. Грађанска читаоница и књижница била је смештена у кући Димитрија Мите Савића. По речима Михаила Миладиновића у њу је навраћао Божидар Димитријевић Козица и ту одржавао тајне састанке са својим друговима. После ослобођења земље Мита Савић је поклонио Читаоници 116 књига које су припадале Божидару Димитријевићу Козици.

### Народна библиотека (1945 – 1977)
После завршетка Другог светског рата, 18. новембра 1945. године на иницијативу Градског културно-просветног одбора, управа Читаонице сазива скупштину својих чланова на којој се бира нова управа, а установа добија ново име Градска народна читаоница и књижница. Залагањем новог председника Војислава Живковића, Читаоница и књижница добијају просторије у згради Градског народног одбора (зграда старе Општине). Књижница располаже са 5.000 књига, углавном, домаћих и нешто страних. Организовано је свечано отварање 20. јануара 1946. г. уз присуство представника власти, чланова и пријатеља ове установе.
Како се Градска народна библиотека, која од маја 1949. године носи тај назив, даље развијала и увећавала свој књижни фонд, две просторије у згради Градског народног одбора постале су неадекватне и спутавале су даљи напредак Библиотеке. Тек 1951. године Библиотеци је додељен простор у улици Воје Дулића у коме је она остала све до 1972. године. Пресудан тренутак за Библиотеку представља одлука СО Пожаревац од 28. децембра 1971. године да се библиотеци дају на трајно коришћење приземне и спратне просторије некадашње зграде Поште. Те године библиотека прелази на финансирање из буџета Градског народног одбора. Формиран је и први Савет библиотеке. Почетком 1955. године Градска народна библиотека у Пожаревцу проглашена јe зa централну за општине Смедерево, Петровац, Велико Градиште, Кучево и Жагубицу.
Већ од 1953. године Библиотека усваја систем УДК (универзалне децималне класификације) ради јединственог начина обраде књига и уласка Библиотеке у јединствен библиотечки систем. Године 1961. Библиотека је проглашена матичном за Општину Пожаревац, а од 1974. године регионалном. У сарадњи са Општином отворено је шест сеоских библиотека у Дубравици, Дрмну, Речици, Кличевцу, Трњану и Лучици.
Активности библиотеке укључују организацију књижевних вечери, изложби слика и књига, музичких и поетских вечери, предавања, сусрета са познатим писцима, писања наградних темата и обележавања свих значајних јубилеја и годишњица. Међу писцима који су били гости Библиотеке налазе се Иво Андрић, Десанка Максимовић, Мира Алечковић, Душан Костић, Танасије Младеновић, Милорад Панић Суреп, Жак Конфино, Милан Ђоковић, Никола Дреновац, Мирко Петровић и многи други.
После 125 година од оснивања и сељакања, септембра 1972. године Библиотека, најзад, добија зграду Поште у оквиру Окружног здања где се и данас налази. Тим поводом Библиотеци је додељена награда града Пожаревца „15. октобар” за натпросечне резултате постигнуте у образовању и ширењу културе народа у импозантном временском раздобљу од 125 година. Поред новог простора Библиотека је 1974. године добила садашње име „Илија М. Петровић”. Међу бројним признањима за свој дугогодишњи рад Библиотека је добила и Октобарску повељу града Пожаревца 1977. године.

### Народна библиотека у Пожаревцу (1978 – данас)
Библиотека је 1978. године интегрисана у Центар за културу Пожаревац. Такав статус Библиотеке остаје до почетка 1987. године, а од 1. априла 1987. године Библиотека се по новој трансформацији формира као делатност у оквиру Центра за културу. Тада је њеном називу враћен атрибут „народна” тако да пун назив гласи: Центар за културу – Народна библиотека „Илија М. Петровић” Пожаревац. Библиотеци је припојена библиотека дотадашњег Радничког универзитета у Костолцу (од тада Одељење Библиотеке у Костолцу). Поред овог Одељења Библиотека је те године имала и 9 књижница у сеоским насељима. У том периоду Библиотека у Пожаревцу има следећа одељења: позајмно одељење за одрасле, позајмно одељење за децу, одељење стручне обраде, завичајно одељење и одељење матичне службе.
Библиотека 1981. године добија Сурепову награду – највећу награду у библиотекарству. Три године касније, Блаженка Лекић, књижничар и некадашњи вршилац дужности управника, за изузетан допринос развоју библиотечке делатности добија, такође, Сурепову награду.
Ново поглавље у развоју Народна библиотека „Илија М. Петровић” започиње 1994. године, када је, сходно Закону о библиотечкој делатности, постала самостална установа и изашла из састава Центра за културу. Истовремено је, решењем министра за културу, постала Матична библиотека Браничевског округа.

## Извори и литература
1. Архивска грађа Народне библиотеке “Илија М. Петровић“ Пожаревац
2. Будимовић, Властимир: Историја српских штампарија, Београд, 1912.
3. Владимировић, Младен: 5 векова писане речи, Пожаревац, Пожаревац, 1965.
4. Вујић, Јоаким: Путешествије по Сербији, Прва књига, Београд, 1901.
5. Дурковић–Јакшић, Љубомир: Историја српских библиотека, 1800-1850.,Београд, 1963.
6. Јакшић, Ђура: Преписка, Београд, 1978.
7. Караџић, Вук Стефановић: Преписка III (1826-1828), Београд, 1989.
8. Ковијанић, Гаврило: Трагом Читалишта у Србији, Београд, 1968.
9. Костић, Милан др: Ђура Јакшић – његов боравак и рад у Пожаревцу, Пожаревац, 1963.
10. Миладиновић, Михаило Ј.: Историјат школа и других културних установа у Пожаревцу (рукопис)
11. Народна библиотека у Пожаревцу: 1847-1987, (аутори Михаило Миладиновић, Младен Владимировић, Мирољуб Манојловић и Миодраг Ничић), Пожаревац, 1987.
12. Новаковић, Стојан: Библијографија за новију књижевност 1741-1867., Београд, 1869.
13. Пирх, Ото Дубислав: Путовање по Србији у години 1829., Београд, 1900.
14. Стаматовић, Десанка: Читалишта у Србији у XIX веку, Београд, 1984.
15. Црква Покрова Пресвете Богородице у Београду, Београд, 1983.
16. Народна библиотека „Илија М. Петровић“ Пожаревац 1847-2007, Пожаревац, 2007.